# Pogonatum rufisetum
Pogonatum rufisetum är en bladmossart som beskrevs av Mitten 1859. Pogonatum rufisetum ingår i släktet grävlingmossor, och familjen Polytrichaceae. Inga underarter finns listade i Catalogue of Life.